# Dorchester (Wisconsin)
Dorchester è un comune degli Stati Uniti, situato in Wisconsin, nella Contea di Clark e in una piccola parte nella Contea di Marathon.